# 维尔茨堡县
维尔茨堡县（Landkreis Würzburg）是德国巴伐利亚州的一个县，隶属于下弗兰肯行政区，首府维尔茨堡。

## 華語譯名
兩岸對於德國行政區「Landkreis」翻譯不同，如台灣稱之為「符茲堡郡」；中國稱之為「维尔茨縣」。

## 地理
维尔茨堡县北面与美因-施佩萨特县和施韦因富特县，东面与基青根县和艾施河畔诺伊施塔特-巴特温茨海姆县，南面和西面与巴登-符腾堡州的美因-陶伯县，而维尔茨堡市被维尔茨堡县完全包围在内。